# Derek Blasberg
Derek Blasberg, né le 22 avril 1982 à Saint-Louis (États-Unis), est un journaliste et auteur américain. 

## Biographie
Blasberg est né à St. Louis, dans le Missouri, en 1982. Il a effectué ses études à l'Affton High School jusqu'en 2000, puis à l'Université de New York, jusqu'en 2004. Son premier travail est en tant qu'assistant chez Vogue,.
Il devient le rédacteur en chef de Vmagazine et de VMAN, ainsi que le rédacteur en chef fondateur de la publication artistique Garage Magazine à Londres, où il développe une rubrique intitulée Emails from the Edge. Avant de rejoindre Vanity Fair, Blasberg devient aussi le rédacteur en chef de Harper's Bazaar.
Il rejoint la galerie Gagosian en 2014. L'un de ces rôles est de se consacrer aux publications de cette galerie, y compris la série «In Conversation»,.
Il intervient également sur CNN, sur la mode. Il a également participé à plusieurs des séries Web de Vanity Fair, dont Conversations In The Backseat, où il a interviewé Reese Witherspoon, Gigi Hadid, Naomi Campbell, Maria Sharapova et Rosie Huntington-Whiteley. Il est apparu en tant qu'expert mode sur The Today Show et le Nate Berkus Show.